# Megaparia venosa
Megaparia venosa är en tvåvingeart som beskrevs av Wulp 1891. Megaparia venosa ingår i släktet Megaparia och familjen parasitflugor. Inga underarter finns listade i Catalogue of Life.